# Canon EF 8-15mm-objectief
De Canon EF 8-15mm f/4 L Fisheye USM is een fisheye zoomobjectief voor Canon digitale spiegelreflexcamera's met een EF-lensvatting. De lens biedt een 180° blikveld voor zowel camera's met een APS-C-sensor als modellen met een full frame-sensor.
Bepaalde lensdelen zijn gemaakt met UD-glas dat chromatische aberratie moet tegengaan. Een speciale coating moet er vervolgens voor zorgen dat ghosting tot een minimum beperkt blijft. Dankzij fulltime manual focus kan er met de lens ook manueel worden scherpgesteld zodra autofocus is ingeschakeld.